# Rieux-en-Val
Rieux-en-Val är en kommun i departementet Aude i regionen Occitanien  i södra Frankrike. Kommunen ligger  i kantonen Lagrasse som ligger i arrondissementet Carcassonne. År 2022 hade Rieux-en-Val 86 invånare.

## Befolkningsutveckling
Antalet invånare i kommunen Rieux-en-Val
Referens: INSEE